# Ренарт, Жоаким
Жоаким Ренарт-и-Гарсия (кат. Joaquim Renart i Garcia; 10 июля 1879, Барселона — 4 сентября 1961, Барселона) — испанский и каталонский художник, график, архитектор, интерьер-дизайнер. Работал в стиле модерн.

## Жизнь и творчество
Родился в семье художника Дионисия Ренарт-и-Босха, в мастерской и под руководством которого начал изучать живопись. Братом Жоакима был скульптор Дионисий Ренарт. Дальнейшее, высшее образование получил в барселонской школе искусств «Escola de la Llotja». Среди его учителей следует назвать художников Франциско Торрекассана, Рамона Марти-Альсина, Франциско Солера и Апеллеса Местреса. С последним Жоакима Ренарта долгие годы связывали узы дружбы. В 1894 году он вступает в барселонское общество художников Сан-Люк (Cercle Artístic de Sant Lluc).
Художник пишет многоцветные полотна, а также занимается декорированием помещений в золотых тонах, реставрацией церковных алтарей и антикварных изделий, копирует работы старых мастеров. Большую известность получили его работы экслибрисы, собрание которых вышло в 1907 году в Барселоне отдельным изданием, ставшим значительным явлением в развитии каталонского модернизма. В 1903 году художник образует «Общество декоративных искусств» (Fomento de las Artes Decorativas). С 1951 года, после восстановления деятельности общества он - президент Cercle Artistíc de Sant Lluc. В 1941-1948 он также - президент Каталонского орфического общества (Orfeó Català). Член Королевской каталонской академии изящных искусств Сан-Жорди (Reial Acadèmia Catalana de Belles Arts de Sant Jordi).
В период с 1918 и вплоть до самой своей смерти в 1961 году Жоаким Ренарт вёл дневниковые записи, составившие в результате 87 тетрадей, в которых отражены политические и культурные события эпохи, а также отношение к ним автора. Эти дневники в настоящее время находятся в распоряжении Каталонской национальной библиотеки в Барселоне (Biblioteca de Catalunya). Здесь также хранятся 60 альбомов с иллюстрациями Жоакима Ренарта к его дневникам. В период с 1995 и по 2003 год были опубликованы шесть томов из этих дневников.
После смерти художника, в 1965 году, в Барселоне состоялась памятная выставка произведений художника.

## Прижизненные публикации
- совместно с Виктором Олива: Els Exlibris Renart: aplech de dibuixos per Joaquim Renart García. Oliva, Barcelona 1907.

## Дополнения
- Каталонская национальная библиотека 2008  (каталан.)